# 森ほたる
森 ほたる（もり ほたる、1987年10月3日- ）は、日本のAV女優。ジールグループ所属。

## 略歴・人物
長野県出身。趣味は乗馬、旅行。
2018年2月、マドンナの専属女優としてAVデビュー。
同年7月をもって専属を離れ、企画単体女優となる。
2023年現在、海埜ほたるとしてリンクス所属で活動中。

## 出演作品

### アダルトDVD
2018年
- 独占!! 超大型専属 美巨乳くびれHカップ!! 新人 森ほたる AVデビュー!!（2月7日、マドンナ）
- マドンナ専属大型新人第2弾!! 美巨乳くびれHカップ激揺れピストン連続絶頂ドキュメント（3月7日、マドンナ）
- 大型専属Hカップ 第3弾!! 森ほたるの不倫相手はアナタ（3月25日、マドンナ）
- 一日限定プレミアム入店!! 新人 極上くびれ巨乳 森ほたるの射精無制限!! 狭射高級ソープ（4月25日、マドンナ）
- 隣の人妻は、休日はいつもノーブラ。 マドンナ専属《巨乳》No,1美熟女 第5弾!!（5月25日、マドンナ）
- 夫は知らない 〜私の淫らな欲望と秘密〜（6月25日、マドンナ）
- 名作復活!! 中華なると原作 人気コミック「義父」シリーズの初期作品を再実写化!! 義父 〜百合子〜（7月25日、マドンナ）
- じっくり高める手コキでもてなす完全勃起ともの凄い射精の回春旅館（9月1日、Fitch）
- 彼女のお母さんは巨乳と中出しOKで僕を誘惑（9月19日、OPPAI）
- 狂おしいほど受精したがるほたると朝から晩までえげつない生中出しSEX 性欲が強すぎるスケベな妻と濃密な子作り生活（10月1日、Fitch）
- OLスレンダー巨乳の彼女がいけ好かない同僚に寝取られ種付けプレスされていた。（10月25日、ダスッ!）
- おっパブなのにまさかの本番アリ!? こっそり生ハメ中出しさせてくれる爆乳キャスト（11月1日、Fitch）
- ボイン大好きしょう太くんのHなイタズラ ボイン若妻編 Hカップ95cm（12月6日、グローリークエスト）
- 夫の親族に中出しされ続けた未亡人（12月6日、ヒビノ）
- お姉さんの爆乳が卑猥過ぎて秒殺で悩殺!!（12月7日、unfinished）
- 息子の嫁と義父（12月13日、タカラ映像）
- 「おばさんが何回でも勃たせてあげる!!」 素人熟女妻たちによる童貞筆下ろし 7 ALL2連続生中出し 4組完全収録!（12月21日、クリスタル映像）他出演:桑田みのり、徳島理子 ほか
- ムッチリ! スレンダー! ボイン!! エロ過ぎる奥さんが日替わりで引っ越してきて大忙しの僕（12月27日（レンタル）/2019年1月1日（セル）、LEO）他出演:星川光希、成宮はるあ
- 結婚記念日メモリアルヌード撮影で旦那の前で若いモデルと素肌密着。 固いち●ぽに濡れるアソコを恥じらい隠す貞操妻はそのまま寝取られてしまうのか?（12月28日、赤面女子）他出演:岸上莉子、高波奈々未、黒川すみれ

2019年
- 【羞恥】ババコス!【BBA】Hカップの極上ボディの主婦をセー●ージ●ピターにして手篭めにした件【中田氏】（1月1日、プラム）
- お前のカラダは犯罪だ!! 里帰り中のHカップ105cm爆乳人妻に生中出し!（1月7日、桃太郎映像出版）
- いやあんまりデカイ声じゃ言えないんだけどさ…ウチの嫁さん…実はナニゲに…元単体だったんだよね…（1月7日、JET映像）
- 読書に夢中で無防備なおっぱいをこ○もに揉みまくられてうっかり発情しちゃう巨乳お姉さん（1月17日、グローリークエスト）他出演:桐谷なお、ましろ杏、玉木くるみ
- 夫に言えない新妻の性癖 義父に襲われ首を絞められ性的興奮ガクガク蜜を垂れ流し欲しがる淫乱嫁（1月24日、ヒビノ）
- 知らず知らずの他人棒 NTR関東視聴者投稿再現ドラマ 女房とのSEX中に目隠しさせておいてシレッと途中で隠れていた同僚とバトンタッチしてみました…（1月25日、AVS Collector's）
- セレブなママを種付けプレス（2月19日、ドグマ）
- 絶対に声を出してはいけない状況なのに、カチコチにおっ起ったチ●ポを見せつけられ羞恥心を煽られるが、逆に今までにない性癖が覚醒し、声を殺してイキ狂うドエロ妻っ!! 6（2月28日（レンタル）/3月8日（セル）、LEO）他出演：八乃つばさ、君島みお
- 妄想アイテム究極進化シリーズ 真・時間が止まる腕時計 パート12 銭湯の女湯でSEXマネキンチャレンジ編（3月7日、ROCKET）共演:新波リア、皆瀬杏樹、川越ゆい、新垣智江、一ノ瀬恋、ゆずき結花
- 狙われて…。 盗聴ストーカーに犯された巨乳妻（3月8日、オルガ）
- ドラレコに映ってた!! 人妻NTR濃厚中出し絶倫SEX（3月15日、ロータス）他出演:鈴木みか、咲々原リン
- 夫の上司に魅せられた人妻。 激しくピストンする黒光したペニス。 人妻黒人ntr（3月25日、ダスッ!）
- 恥ずかしいカラダ 調教かしこまり娘（3月30日、HMJM）
- 敏感乳首に圧倒的刺激 勃起乳首をこねくりパイズリ射精 乳揺れ揉みSEXで爆乳に発射 授乳手コキでデカ乳首をしゃぶり濃厚精子中出しSEX（4月1日、ABC）
- 新妻拘束調教 バイト先のファミレスで罠に落ち躰で償わされる若妻（4月11日、ヒビノ）
- ベロキス奥様 唾液キスとHcupパイズリ&バキュームフェラ（4月11日、センタービレッジ）
- 手違いでお店のHPに“NN可”♥とアイコンを付けられてしまってスケベな客のイカ臭い精子を断り切れずにどくどくと注ぎ込まれたナマ中出しデリヘル妻（4月13日、AVS Collector's）
- 自画撮り 視姦願望のある11名の人妻 性欲剥き出し絶倫オナニー Vol.2（4月15日、プリモ）他出演:澤村レイコ、井上綾子、宮川ありさ、御坂りあ、翔田千里、滝川穗乃果 ほか
- 159分間ノンストップ撮影、ノーカット編集で中出し24連発に長時間お掃除フェラとぶっかけ22連発!!（5月1日、FS.KnightsVisual）
- 消し忘れたハメ撮り動画 08（5月17日、プレステージ）他出演:有栖るる、梨々花、望月りさ
- 恋がしたくなるエッチ（6月1日、S-Cute）他出演:加藤ももか、三田杏、あずみひな
- 素人ナンパでセンズリ鑑賞 2 見るだけでいいんです!だからちょっと僕のチ●ポ見てもらえませんか?（6月7日、かぐや姫Pt）他出演:有坂深雪、音羽美玲、水野朝陽、咲々原リン、橘メアリー、海空花 ほか
- あなたの嫌いなあの人と‥ 〜下衆な夫の上司に中出しされた妻〜（6月13日、ながえスタイル）
- 調教グラマラス 中出しかしこまり娘（6月29日、HMJM）
- 息子の友達のマセガキ共に性処理させられザーメンまみれの母親 ～（8月8日、ヒビノ）
- 完全主観 濃密スイートルーム［地方銀行事務］（9月6日、h.m.p）
- 背徳のカクテル 女教師の肛悶（9月7日、アタッカーズ）
- 母子交尾 【甲州三富路】（9月7日、ルビー）
- 友人の母親（9月7日、VENUS）
- 昼下がり町内会! 若妻たちのちょっと危険でかなりHな王様ゲーム!! 18 母の代理で参加した町内会の集まりでまさかの展開!若い時に王様ゲームをした事が無いという話で盛り上がった奥様方が急に「王様ゲームがやりたい!」と言い出したんです。男はボクひとりしかいないもんだから、当然いい思いが沢山出来ちゃいました!!（9月19日、Hunter）共演:梨々花、高槻れい、星あめり、河合ののか、紗々原ゆり、音海里奈、葉山りん、桐谷なお、涼川えいみ
- パニック 5 淫辱へのカウントダウン（10月7日、アタッカーズ）
- 「私、おばさんだけど触ったらその気になってくれるかな?」 5 30歳越えたけどまだまだ性欲は収まらない私(無駄に巨乳)は旦那と5年以上もご無沙汰。だから若い男の子を見たら場所などを気にせずとにかくHな事ばかり考えてしまいます。とにかくヤリたいんです。誘惑の仕方も不器用だからがんばって気持ちよくさせようと触ったら男の子がその気なってくれて…勃たなくなるまで何度も求めちゃいました。淫乱なおばさんでごめんなさい…。（10月7日、Hunter）他出演:篠崎かんな、新村あかり、植村恵名、音海里奈、美園和花、真木今日子
- 僕の妻は男だらけのパート先で従業員達の性処理をさせられているようなのですが、なぜか全く辞める気配がありません…。 パチンコ清掃員Ver.（10月7日、アパッチ）他出演:梨々花、葉山りん、涼川えいみ、高槻れい
- 文京区にある女教師が通う整体セラピー治療院 25（11月1日、変態紳士倶楽部）他出演:志田雪奈、三船かれん、東条蒼
- ボクの会社のおしゃぶり大好き変態OLはイってもイっても止めないジュポジュポ追撃フェラで何度も射精させてくれる 2（11月1日、変態紳士倶楽部）他出演:上川星空、愛華みれい、霜月るな、笹倉杏、羽生ありさ、東条蒼、桜井萌、望月あやか ほか
- 一人カラオケ個室オナニー盗撮 黒パンスト半脱ぎで指ズボオナニーして白濁の本気汁を垂れ流して即イキするOLを隠し撮り 3（11月1日、変態紳士倶楽部）他出演:羽生ありさ、桜井萌、望月あやか、愛華みれい、枢木あおい、霜月るな、日向菜々子、東条蒼、上川星空 ほか
- Hとお小遣いに興味のある人妻さんにリモバイ散歩をお願いしたところ赤面しながら羞恥興奮し…（11月15日、ゲッツ!!）他出演:川菜美鈴、松ゆきの、宝田もなみ
- 『ねぇ怖いから一緒に寝てもいい？』嵐の夜、気が弱い巨乳過ぎる義母と添い寝していたら我慢できずに思わず後ろから胸を鷲掴み!! ボクに突然出来た義母は若いし超巨乳で困ってしまう!!しかも日頃から無防備な格好しているから胸の形はもちろんの事、胸の谷間も丸見えで毎日勃起しちゃいます!!でも、義理とはいえ母親なんでとにかく我慢です…。嵐の夜、父親が海外出張で不在で我が家には義母とボクの二人きり!!嵐は激しさを増し怖くなった義母は夜中、ボクの部屋にやってきて『怖いから一緒に寝てもいい?』と言ってきたのでボクは断る理由もないので即OK!一緒に寝る事になったのですが当然、ボクはドキドキして寝ることが出来すそれどころか興奮が収まらない!あまりにも興奮してしまったボクは、つい後ろから手をまわして義母の胸を鷲掴み!『ちょっと何してるのヤメて…』と、消え入りそうな声で精一杯抵抗する義母…。でも力が弱いのでそのまま揉みしだいていたら『ヤメて…』と言いつつ徐々に息が荒くなてくる義母…。もうどうなっても構わない!!と思って激しく揉みしだいていたら『あっ』と吐息も漏れ始め嫌がりつつも感じまくり!逆に我慢できなくなった義母はボクの唇を奪い激しくチ○ポに貪りついてきた!!父親とは1年以上SEXレスらしくかなりヤリたかったみたいで結局最後はカニバサミロックで抜かずの3連続中出し求められちゃいました!!（11月19日、Hunter）他出演:三島奈津子、皆瀬杏樹、宇野みつき、新村あかり
- 衝撃・巨根に狂わされた妻（11月25日、ながえスタイル）
- 暴行魔 性犯罪多発地区（12月1日、FAプロ）他出演：羽月希、夏原唯、涼城りおな
- デカ尻家政婦 ピタパン引き裂き強制挿入痴漢（12月7日、アパッチ）他出演:皆瀬杏樹、明海こう、水谷あおい、瀬戸すみれ
- 教育ママたちが勝手に文化祭を乗っ取り アナル舐めしゃぶり喫茶開店（12月13日、ゲッツ!!）共演:松ゆきの、宝田もなみ
- 客の少ない平日昼間フリータイムに入店するとけっこうな確率でサウナレディと本番に発展しちゃうことが多い件（12月20日、ゲッツ!!）他出演:浅見せな、松ゆきの、卯水咲流

2020年
- 「おばさんのおっぱいで興奮しちゃったの?」 家事代行で働く巨乳人妻の乳首ポッチ…ねじ込むデカチン即ハメ!（2月1日、LUNATICS）他出演:赤瀬尚子

### アダルトVR
- 爆乳 性奴隷契約 2（2018年12月8日、ブイワンVR）
- 人妻巨乳ハーレム混浴温泉VR（2019年5月31日、TMAVR）共演:黒川さりな、三島奈津子

## 雑誌
- マニア倶楽部 2019年7月号（三和出版） - 表紙、グラビア[4]